# Karim Benzema
Karim Mostafa Benzema (* 19. Dezember 1987 in Lyon) ist ein französischer Fußballspieler. Seit 2023 steht er beim Ittihad FC in der Saudi Professional League unter Vertrag. Mit Real Madrid wurde er unter anderem viermal spanischer Meister und gewann fünfmal die UEFA Champions League. Zuvor hatte er für Olympique Lyon gespielt und mit dem Team viermal die französische Meisterschaft gewonnen. Er wurde vier Mal zu Frankreichs Fußballer des Jahres und ein Mal zu Spaniens Fußballer des Jahres gewählt. 2022 wurde er zunächst als UEFA-Spieler des Jahres („Europas Fußballer des Jahres“) und anschließend von France Football mit dem Ballon d’Or als „Weltfußballer des Jahres“ ausgezeichnet.
Benzema spielte von 2007 bis 2022 97-mal für die französische Nationalmannschaft und erzielte 37 Tore, wobei er von 2015 bis 2021 suspendiert war. Mit der Équipe Tricolore nahm er an einer Weltmeisterschaft (2014) und drei Europameisterschaften (2008, 2012, 2021) teil. Sein einziger Titel in der Nationalmannschaft war der Gewinn der UEFA Nations League 2021.

## Vereinshistorie

### Olympique Lyon
Benzema, der aus einer Familie mit algerischen Wurzeln stammt, wurde 2004 während der laufenden Saison aus der Jugend von Olympique Lyon in die erste Mannschaft hochgezogen und gab sein Ligadebüt am 15. Januar 2005 gegen den FC Metz. Noch vor seinem ersten Ligator gegen den AC Ajaccio am 4. März 2006 erzielte er im Champions-League-Spiel gegen Rosenborg Trondheim am 6. Dezember 2005 seinen ersten Europapokaltreffer. Am 13. März 2008 verlängerte er seinen Vertrag bis 2013 mit Option auf eine weitere Saison.
In der Saison 2007/08 gewann Benzema mit seiner Mannschaft zum vierten Mal in Folge die französische Meisterschaft. Obwohl er von März bis April 2008 an einem Innenbandanriss im Knie laboriert hatte, gehörte er zu den Stammspielern. Mit 20 Toren in 30 Spielen wurde er Torschützenkönig der Ligue 1. Am 11. Mai 2008 wurde er von seinen Berufskollegen in Frankreichs Ligue 1 zum „Fußballer des Jahres“ gewählt.

### Real Madrid

#### 2009–2014: Erste Titel in Liga und Champions League

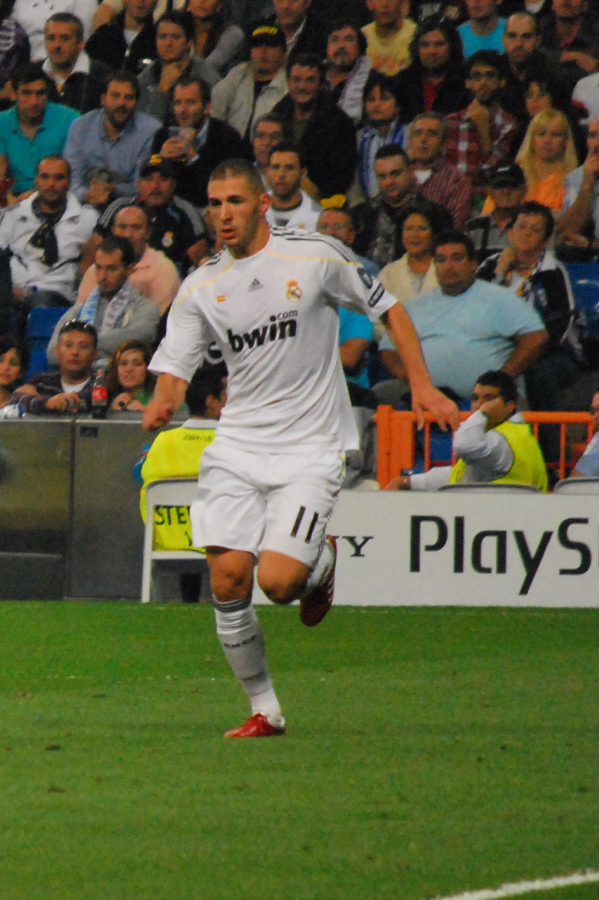
Benzema kurz nach seinem Wechsel zu Real Madrid (2009)

Im Juli 2009 wechselte Benzema zu Real Madrid. Die Transfersumme belief sich zunächst auf 35 Millionen Euro. Er unterschrieb einen Sechsjahresvertrag bis zum 30. Juni 2015. Er debütierte am 29. August 2009 gegen Deportivo La Coruña. Sein erstes Pflichtspieltor erzielte er am 20. September 2009 im Heimspiel gegen Deportivo Xerez, das Real Madrid mit 5:0 gewann. In den Spielzeiten 2009/10 und 2010/11 stand er überwiegend im Schatten seiner Mannschaftskameraden Cristiano Ronaldo und Gonzalo Higuaín. Erst in der Rückrunde 2010/11 wusste er erstmals konstant zu überzeugen, nachdem er durch einen Bandscheibenvorfall Higuaíns dessen Stammplatz im Sturm erhalten hatte. In der Saison 2011/12 konnte Benzema diesen Stammplatz behaupten und trug mit 21 Ligatoren zum Gewinn der spanischen Meisterschaft bei. Daraufhin wurde er von der französischen Zeitschrift France Football in den Jahren 2011 und 2012 zu Frankreichs Fußballer des Jahres gewählt. In der Saison 2013/14 gewann Benzema mit Real Madrid zum zweiten Mal den spanischen Pokal sowie erstmals die UEFA Champions League. Im Anschluss wurde er zum dritten Mal zu Frankreichs „Fußballer des Jahres“ gewählt.

#### 2014–2018: Champions-League-Triple
Vor der Saison 2014/15 verlängerte Benzema seinen Vertrag bis 2019. Unter seinem Landsmann Zinédine Zidane als Trainer gewann er mit Real Madrid zwischen 2016 und 2018 dreimal in Folge die UEFA Champions League, eine Meisterschaft, eine Supercopa sowie je zweimal die FIFA-Klub-WM und den UEFA Super Cup. Das Champions-League-Finale 2016 gewann Real Madrid im Elfmeterschießen gegen den Stadtrivalen Atlético. Benzema wurde in der 77. Minute ausgewechselt. In der Saison 2016/17 verteidigte er trotz der Verpflichtung des Sturmtalents Álvaro Morata seinen Stammplatz. Real Madrid gewann die Primera División 2016/17 und Benzema dadurch seine zweite spanische Meisterschaft. In 29 Liga-Einsätzen erzielte er 11 Tore. Die Titelverteidigung in der Champions League gelang im Finale 2017 gegen Juventus Turin, in welchem Benzema erneut in der 77. Minute ausgewechselt wurde. Nach dem Wechsel Moratas zum FC Chelsea und einer weiteren Vertragsverlängerung bis 2021 war Benzema in der Saison 2017/18 konkurrenzlos gesetzt, erzielte in 32 Ligaspielen aber nur 5 Tore und geriet so in die Kritik. Er rettete die Saison mit wichtigen Toren in der Champions League: Einem Doppelpack gegen den FC Bayern München im Halbfinalrückspiel und dem Führungstor im Finale 2018, welches Real Madrid mit 3:1 gegen den FC Liverpool gewann. Damit war Benzema zum insgesamt vierten Mal Champions-League-Sieger, davon drei Titel in Folge.

#### 2018–2023: Weitere Titel in Liga und Champions League, Weltfußballer 2022
Nach dem Abgang von Cristiano Ronaldo rückte Benzema mit Beginn der Saison 2018/19 wieder in eine zentralere Torjägerrolle und erzielte in den folgenden vier Spielzeiten jeweils über 20 Ligatore. Dies war ihm in den neun Jahren zuvor nur in zwei Spielzeiten gelungen. In der Saison 2019/20 gewann er seinen dritten Meistertitel. Er kam nur in einem Ligaspiel nicht zum Einsatz und war mit 21 Toren bester Torjäger von Real Madrid und Zweiter in der Torjägerliste. Ende 2020 wurde Benzema als Spaniens Fußballer des Jahres ausgezeichnet. Zum ersten Mal seit 2008 ging diese Auszeichnung damit weder an Lionel Messi noch Cristiano Ronaldo. Benzemas gute Form hielt auch in den folgenden Spielzeiten an. 2021 wurde er zum vierten Mal als Frankreichs Fußballer des Jahres ausgezeichnet. Am 8. Januar 2022 erzielte er im Ligaspiel gegen den FC Valencia im 584. Spiel sein 300. Tor für Real Madrid. In der K.-o.-Phase der Champions League 2021/22 erzielte er in zwei aufeinanderfolgenden Spielen, im Achtelfinal-Rückspiel gegen Paris Saint-Germain sowie im Viertelfinal-Hinspiel gegen Titelverteidiger Chelsea, einen Hattrick. Benzema wurde damit zum ältesten Spieler, dem ein Hattrick in der Champions League gelang. Mit 34 Jahren und 108 Tagen brach er seinen vier Wochen zuvor aufgestellten eigenen Rekord. Benzema traf auch in jedem weiteren Turnierspiel bis zum Finale. Dieses gewannen die Madrilenen am 28. Mai 2022 in Paris gegen den FC Liverpool mit 1:0 durch ein Tor von Vinícius Júnior. Benzema gewann zum fünften Mal die Königsklasse. Mit 15 Toren, zehn davon in der K.-o.-Phase, wurde er zudem erstmals Torschützenkönig der Champions League. Benzema wurde daraufhin im August 2022 zum UEFA-Spieler des Jahres („Europas Fußballer des Jahres“) gewählt. Im Oktober 2022 wurde er mit dem Ballon d’Or als „Weltfußballer des Jahres“ ausgezeichnet. Bei der Wahl zum FIFA-Weltfußballer des Jahres 2022 musste er sich hinter dem Weltmeister Lionel Messi und Kylian Mbappé jedoch mit dem dritten Platz begnügen.
Sein Vertrag in Madrid lief bis 2023. Vor dem letzten Spieltag der Saison 2022/23 gab er seinen Abschied zum Saisonende bekannt. Insgesamt bestritt Benzema im Trikot der Königlichen 648 Pflichtspiele, erzielte 354 Tore und gewann 25 Titel. Damit ist er an Titeln gemessen gemeinsam mit Marcelo der erfolgreichste, und an Toren gemessen nach Cristiano Ronaldo der zweiterfolgreichste Spieler der Vereinsgeschichte.

### Wechsel nach Saudi-Arabien
Zur Saison 2023/24 wechselte Benzema zum saudi-arabischen Erstligisten Ittihad FC, bei dem er einen Vertrag bis zum 30. Juni 2026 unterschrieb.

## Nationalmannschaft

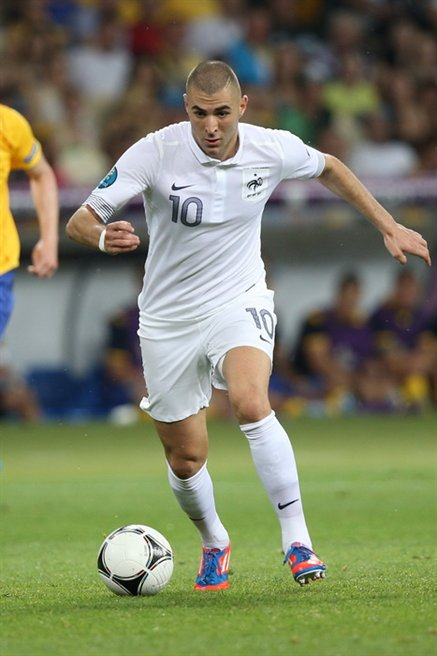
Benzema für Frankreich 2012

Am 28. März 2007 gab Karim Benzema sein Debüt in der französischen A-Nationalmannschaft. Beim 1:0-Sieg über Österreich erzielte er den einzigen Treffer des Spiels.
Bei der EM-Endrunde 2008 gehörte er zum französischen Aufgebot. Im ersten enttäuschenden Gruppenspiel gegen Rumänien spielte Benzema 78 Minuten, ehe für ihn Samir Nasri ins Spiel kam. Bei der 1:4-Niederlage gegen die Niederlande stand er nicht auf dem Feld. Im entscheidenden Gruppenspiel gegen Weltmeister Italien spielte Benzema durch, konnte aber keine entscheidenden Akzente setzen.
Zur Weltmeisterschaft 2010 wurde er nach einer schwachen Saison bei Real Madrid nicht nominiert. Der neue Nationaltrainer Laurent Blanc setzte allerdings für seinen Neuaufbau der Nationalmannschaft auch auf Benzema.
Am 14. Mai 2014 wurde er von Blancs Nachfolger Didier Deschamps in den Kader der französischen Nationalmannschaft für die Weltmeisterschaft 2014 berufen. Im ersten Gruppenspiel gegen Honduras (3:0) erzielte Benzema zwei Tore. Auch beim darauffolgenden 5:2-Sieg gegen die Schweiz erzielte er ein Tor und gab die Vorlagen zu zwei weiteren Toren. In beiden Spielen wurde er zum Man of the Match gewählt. Benzema erreichte mit Frankreich das Viertelfinale, in dem seine Mannschaft gegen den späteren Titelgewinner Deutschland ausschied.
Am 8. Oktober 2015 bestritt er aufgrund seiner vermuteten Beteiligung an einer versuchten Erpressung (in der „Sextape-Affäre“; siehe den Abschnitt „Verfahren wegen versuchter Erpressung“ weiter unten) sein vorerst letztes Länderspiel. Nachdem er nicht für die EM 2016 nominiert worden war, äußerte er Rassismus-Vorwürfe gegenüber Nationaltrainer Deschamps. Im Herbst 2017 machte France Football sich für seine Rückkehr zu den Bleus stark; das Fachblatt argumentierte, Benzema sei im Verein immer noch der eindeutig beste und erfolgreichste aktive Stürmer Frankreichs, trüge gerne wieder den blauen Dress, die Justiz habe ihn mittlerweile „sozusagen weißgewaschen“ und auch Verbandspräsident Noël Le Graët halte seine Berücksichtigung nunmehr wieder für akzeptabel – alleine Nationaltrainer Deschamps sei nicht bereit, in dieser Frage über seinen Schatten zu springen. Im Juli 2018 wurde Frankreich ohne Benzema Weltmeister. Im Oktober 2019 bekräftigte Deschamps, dass Benzema nicht in die Nationalmannschaft zurückkehren werde, solange er Nationaltrainer sei.
Dennoch fand Benzema im Mai 2021 nach fünfeinhalb Jahren überraschend Aufnahme in Deschamps’ Kader für die Europameisterschafts-Endrunde im Sommer dieses Jahres und lief im Vorfeld des Turniers in den Testspielen erstmals wieder für die Équipe Tricolore auf. Dort erzielte Benzema vier Treffer, dennoch schied Frankreich bereits im Achtelfinale gegen die Schweiz im Elfmeterschießen aus.
Im November 2022 wurde Benzema für die Weltmeisterschaft 2022 in Katar nominiert. Aufgrund einer Muskelverletzung konnte er jedoch nicht zum Turnier reisen. Da Deschamps keinen Spieler nachnominierte, blieb Benzema Teil des offiziellen WM-Aufgebots. Nachdem er Anfang Dezember bei Real Madrid in das Mannschaftstraining zurückgekehrt war, absolvierte er einige Tage später ein Testspiel. Daraufhin wurde spekuliert, dass Benzema beim WM-Finale gegen Argentinien am 18. Dezember im Spieltagskader stehen könnte. Deschamps schloss dies jedoch aus. Frankreich verlor das Finale ohne Benzema im Elfmeterschießen. Am Folgetag, seinem 35. Geburtstag, trat er aus der Nationalmannschaft zurück.

## Kontroversen

### Anklage wegen Sex mit einer minderjährigen Prostituierten
Benzema wurde in Frankreich angeklagt, 2009 in einem Münchener Hotel Sex mit einer minderjährigen Prostituierten (strafbar nach Artikel 225-12-1 des Code pénal) gehabt zu haben. Mitangeklagt aus gleichem Grund waren auch sein Nationalmannschaftskollege Franck Ribéry sowie dessen Schwager. Im Unterschied zu Ribéry bestritt er jeglichen sexuellen Kontakt zu der Betreffenden. Der Strafprozess wurde nach mehrmonatiger Unterbrechung im Januar 2014 abgeschlossen. Alle drei Männer wurden freigesprochen, da keinem – so auch die Ansicht der Staatsanwaltschaft – nachzuweisen war, dass sie sich der Minderjährigkeit der Prostituierten bewusst waren.

### Verurteilung wegen versuchter Erpressung
Im Oktober 2015 wurde Benzema versuchte Erpressung seines Nationalmannschaftskollegen Mathieu Valbuena mit einem Sex-Video vorgeworfen. Am 5. November 2015 wurde er wegen „Mittäterschaft bei einem Erpressungsversuch und Mitwirken in einer kriminellen Vereinigung“ angeklagt und ihm wurde durch Gerichtsbeschluss jeglicher Kontakt zu Valbuena untersagt. Am 11. Dezember 2015 wurde Benzema aufgrund dieser Sachlage vom Französischen Fußballverband aus der Nationalmannschaft ausgeschlossen. Nach fünfeinhalb Jahren wurde er 2021 von Trainer Didier Deschamps erstmals wieder in die Nationalmannschaft berufen.
Im November 2021 wurde er wegen Beihilfe zur versuchten Erpressung zu einem Jahr Haft auf Bewährung und einer Geldstrafe von 75.000 Euro verurteilt.

### Kontroversen nach dem Terrorangriff der Hamas 2023
Im Oktober 2023 bekundete Benzema nach dem Terrorangriff der Hamas auf Israel 2023 seine Solidarität mit den Opfern der israelischen Luftangriffe im Gazastreifen, wobei er die Opfer des Terrorangriffs der Hamas, darunter mindestens 17 französische Staatsbürger, mit keinem Wort erwähnte. Der französische Innenminister Gérald Darmanin beschuldigte ihn daraufhin, „Beziehungen“ zu der islamistischen Muslimbruderschaft zu unterhalten. Die Senatorin der Republikanischen Partei von Bouches-du-Rhône, Valérie Boyer, forderte, dass ihm die französische Staatsbürgerschaft und der Ballon d’Or aberkannt werden sollten, falls sich die Vorwürfe bestätigen.

## Karrierestatistik
| Verein            | Liga             | Saison          | Liga   | Liga | Nat. Pokal | Nat. Pokal | Ligapokal | Ligapokal | Europapokal | Europapokal | Andere | Andere | Gesamt | Gesamt |
| Verein            | Liga             | Saison          | Spiele | Tore | Spiele     | Tore       | Spiele    | Tore      | Spiele      | Tore        | Spiele | Tore   | Spiele | Tore   |
| ----------------- | ---------------- | --------------- | ------ | ---- | ---------- | ---------- | --------- | --------- | ----------- | ----------- | ------ | ------ | ------ | ------ |
| Olympique Lyon II | National (D3)    | 2004/05         | 11     | 10   | –          | –          | –         | –         | –           | –           | –      | –      | 11     | 10     |
| Olympique Lyon II | National (D3)    | 2005/06         | 9      | 5    | –          | –          | –         | –         | –           | –           | –      | –      | 9      | 5      |
| Gesamt            | Gesamt           | Gesamt          | 20     | 15   | –          | –          | –         | –         | –           | –           | –      | –      | 20     | 15     |
| Olympique Lyon    | Ligue 1          | 2004/05         | 6      | 0    | 0          | 0          | 0         | 0         | 0           | 0           | –      | –      | 6      | 0      |
| Olympique Lyon    | Ligue 1          | 2005/06         | 13     | 1    | 2          | 2          | 0         | 0         | 1           | 1           | –      | –      | 16     | 4      |
| Olympique Lyon    | Ligue 1          | 2006/07         | 21     | 5    | 1          | 0          | 1         | 0         | 3           | 2           | 1      | 1      | 27     | 8      |
| Olympique Lyon    | Ligue 1          | 2007/08         | 36     | 20   | 6          | 6          | 2         | 1         | 7           | 4           | 1      | 0      | 52     | 31     |
| Olympique Lyon    | Ligue 1          | 2008/09         | 36     | 17   | 2          | 1          | 0         | 0         | 8           | 5           | 1      | 0      | 47     | 23     |
| Gesamt            | Gesamt           | Gesamt          | 112    | 43   | 11         | 9          | 3         | 1         | 19          | 12          | 3      | 1      | 148    | 66     |
| Real Madrid       | Primera División | 2009/10         | 27     | 8    | 1          | 0          | –         | –         | 5           | 1           | –      | –      | 33     | 9      |
| Real Madrid       | Primera División | 2010/11         | 33     | 15   | 7          | 5          | –         | –         | 8           | 6           | –      | –      | 48     | 26     |
| Real Madrid       | Primera División | 2011/12         | 34     | 21   | 5          | 3          | –         | –         | 11          | 7           | 2      | 1      | 52     | 32     |
| Real Madrid       | Primera División | 2012/13         | 30     | 11   | 8          | 4          | –         | –         | 10          | 5           | 2      | 0      | 50     | 20     |
| Real Madrid       | Primera División | 2013/14         | 35     | 17   | 6          | 2          | –         | –         | 11          | 5           | –      | –      | 52     | 24     |
| Real Madrid       | Primera División | 2014/15         | 29     | 15   | 3          | 0          | –         | –         | 9           | 6           | 5      | 1      | 46     | 22     |
| Real Madrid       | Primera División | 2015/16         | 27     | 24   | 0          | 0          | –         | –         | 9           | 4           | –      | –      | 36     | 28     |
| Real Madrid       | Primera División | 2016/17         | 29     | 11   | 3          | 1          | –         | –         | 13          | 5           | 3      | 2      | 48     | 19     |
| Real Madrid       | Primera División | 2017/18         | 32     | 5    | 1          | 1          | –         | –         | 9           | 5           | 5      | 1      | 47     | 12     |
| Real Madrid       | Primera División | 2018/19         | 36     | 21   | 6          | 4          | –         | –         | 8           | 4           | 3      | 1      | 53     | 30     |
| Real Madrid       | Primera División | 2019/20         | 37     | 21   | 3          | 1          | –         | –         | 8           | 5           | 0      | 0      | 48     | 27     |
| Real Madrid       | Primera División | 2020/21         | 34     | 23   | 1          | 0          | –         | –         | 10          | 6           | 1      | 1      | 46     | 30     |
| Real Madrid       | Primera División | 2021/22         | 32     | 27   | 0          | 0          | –         | –         | 12          | 15          | 2      | 2      | 46     | 44     |
| Real Madrid       | Primera División | 2022/23         | 24     | 19   | 5          | 4          | –         | –         | 10          | 4           | 4      | 4      | 43     | 31     |
| Gesamt            | Gesamt           | Gesamt          | 439    | 238  | 49         | 25         | –         | –         | 133         | 78          | 27     | 13     | 648    | 354    |
| Al-Ittihad        | Saudi Pro League | 2023/24         | 21     | 9    | 0          | 0          | –         | –         | 3           | 0           | 8      | 6      | 33     | 16     |
| Gesamt            | Gesamt           | Gesamt          | 21     | 9    | 0          | 0          | –         | –         | 3           | 0           | 8      | 6      | 33     | 16     |
| Karriere Gesamt   | Karriere Gesamt  | Karriere Gesamt | 592    | 305  | 61         | 35         | 3         | 1         | 155         | 90          | 38     | 20     | 849    | 451    |

* Stand: 20. April 2024 (Quellen: soccerway.com)

## Titel und Auszeichnungen

### Mit dem Verein
International

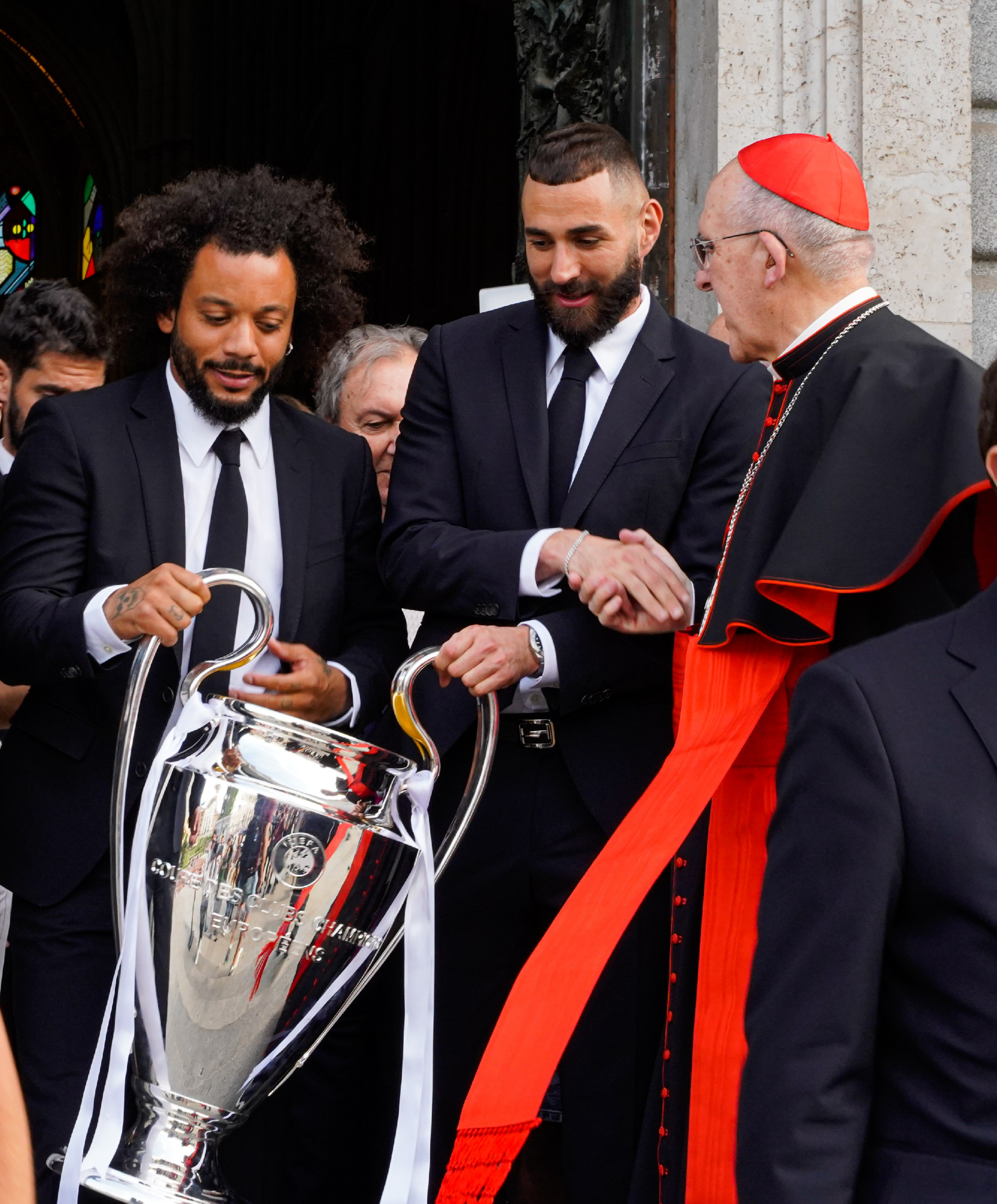
Marcelo (l.), Benzema (m.) und Carlos Osoro Sierra (r.) mit der Champions-League-Trophäe (2022)

- Champions-League-Sieger (5): 2014, 2016, 2017, 2018, 2022
- Klub-Weltmeister (5): 2014, 2016, 2017, 2018, 2022
- UEFA-Super-Cup-Sieger (4): 2014, 2016, 2017, 2022

Frankreich
- Meister (4): 2005, 2006, 2007, 2008
- Pokalsieger (1): 2008
- Supercupsieger (4): 2004, 2005, 2006, 2007

Spanien
- Meister (4): 2012, 2017, 2020, 2022
- Pokalsieger (3): 2011, 2014, 2023
- Supercupsieger (4): 2012, 2017, 2020, 2022

### Mit der Nationalmannschaft
- UEFA-Nations-League-Sieger: 2021

### Auszeichnungen
- Ballon d’Or („Weltfußballer des Jahres“): 2022
  - Weitere Nominierungen (10): 2008 (26. Platz), 2009 (30. Platz), 2011 (20. Platz), 2012 (21.), 2014 (16.), 2015 (20.), 2017 (25.), 2018 (17.), 2019 (26.), 2021 (4.), 2023 (16.)
- UEFA-Spieler des Jahres („Europas Fußballer des Jahres“): 2022
- Trofeo Bravo: 2008
- Torschützenkönig in Frankreichs Ligue 1: 2008
- Torschützenkönig in Spaniens Primera División: 2022
- Torschützenkönig der UEFA Champions League: 2022
- Gewinner der Étoile d’Or von France Football als saisonbester Feldspieler der Ligue 1: 2007/08
- Ligue-1-Spieler des Jahres: 2008
- Frankreichs Fußballer des Jahres: 2011, 2012, 2014, 2021
- Alfredo-Di-Stéfano-Trophäe: 2020, 2022
- Gewinner des Bronzenen Schuhes bei der Europameisterschaft 2021
- Spieler des Monats der Ligue 1 (2): Januar 2008 und April 2008
- Spieler des Monats der Primera División (5): Oktober 2014, Juni 2020, März 2021, September 2021 und April 2022
- Globe Soccer Award (Bester männlicher Spieler des Jahres): 2022[35]